# Campionat gaúcho

Campionat gaúcho / Rio Grande do Sul

El Campionat Gaúcho és la competició futbolística de l'estat de Rio Grande do Sul.

## Campions

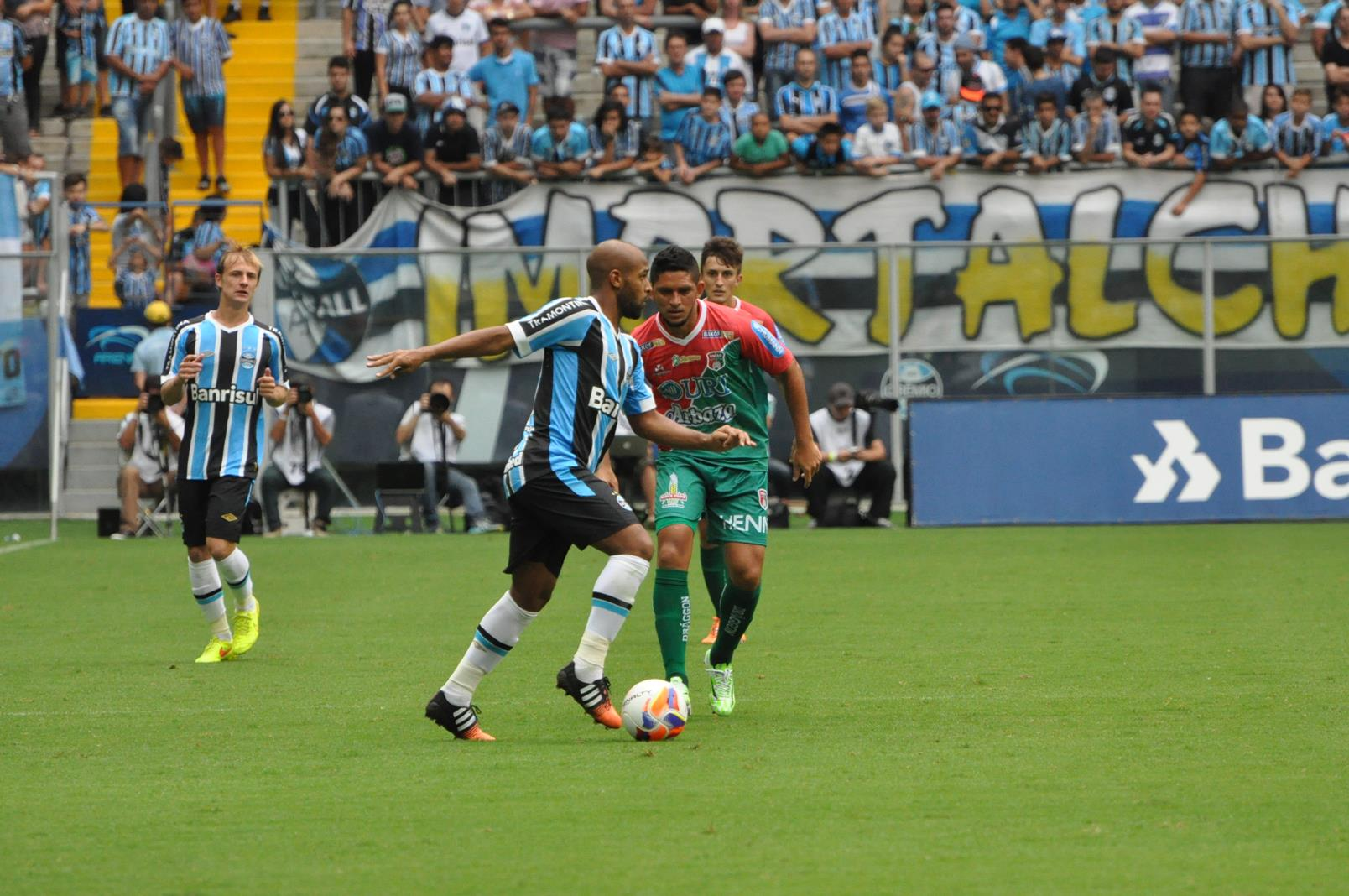
Grêmio vs. União Frederiquense pel campionat de 2015.

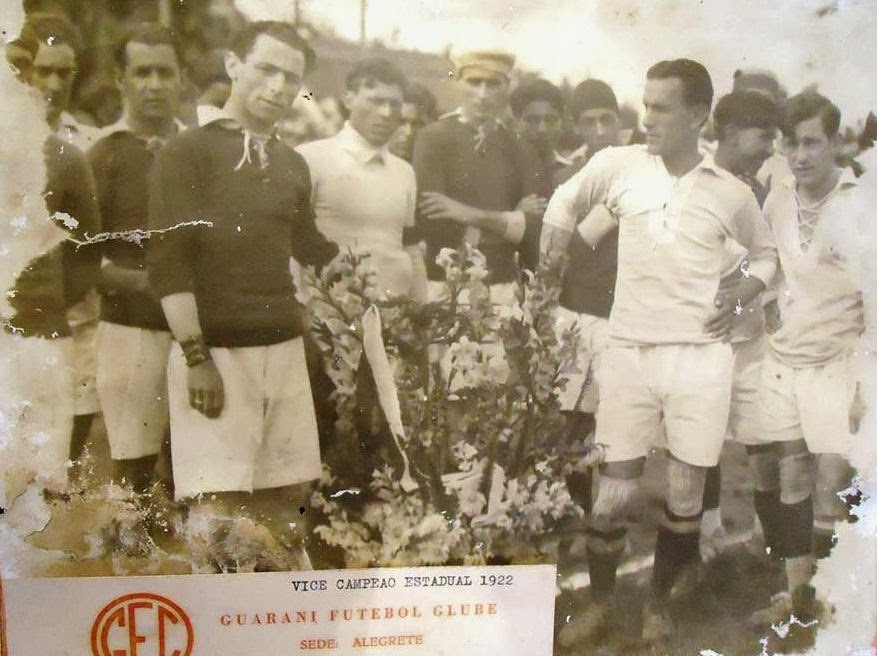
Final del campionaat de 1922 entre Guarani FC d'Alegrete i Grêmio.

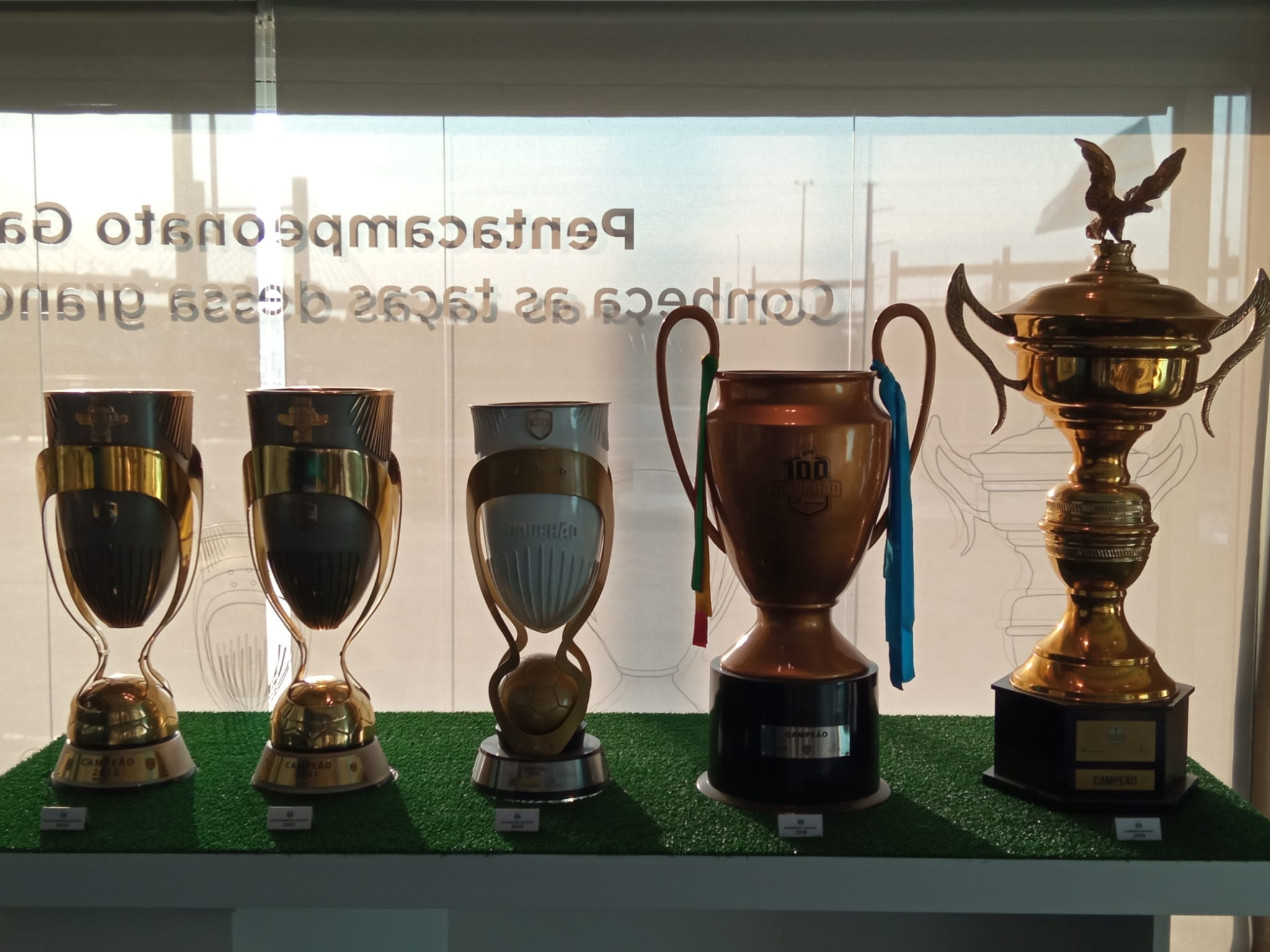
Trofeus del Campionat Gaúcho del Gremio.

Font:
| Temporada        | Campió                 | Finalista                  |
| Era amateur      | Era amateur            | Era amateur                |
| ---------------- | ---------------------- | -------------------------- |
| 1919             | Brasil de Pelotas (1)  | Grêmio                     |
| 1920             | Guarany de Bagé (1)    | Grêmio                     |
| 1921             | Grêmio (1)             | Riograndense (Santa Maria) |
| 1922             | Grêmio (2)             | Guarany de Alegrete        |
| 1923             | no es disputà          | no es disputà              |
| 1924             | no es disputà          | no es disputà              |
| 1925             | Grêmio Bagé (1)        | Grêmio                     |
| 1926             | Grêmio (3)             | Guarany de Bagé            |
| 1927             | Internacional (1)      | Grêmio Bagé                |
| 1928             | Americano (1)          | Grêmio Bagé                |
| 1929             | Cruzeiro (1)           | Guarany de Bagé            |
| 1930             | Pelotas (1)            | Grêmio                     |
| 1931             | Grêmio (4)             | Guarany de Alegrete        |
| 1932             | Grêmio (5)             | Pelotas                    |
| 1933             | São Paulo (1)          | Grêmio                     |
| 1934             | Internacional (2)      | 9º Reg. Infantaria         |
| 1935             | 9º Reg. Infantaria (1) | Grêmio                     |
| 1936             | Rio Grande (1)         | Internacional              |
| 1937             | Grêmio Santanense (1)  | Riograndense               |
| 1938             | Guarany de Bagé (2)    | Riograndense               |
| 1939             | Riograndense (1)       | Grêmio Santanense          |
| Era professional |                        |                            |
| 1940             | Internacional (3)      | Grêmio Bagé                |
| 1941             | Internacional (4)      | Rio Grande                 |
| 1942             | Internacional (5)      | Floriano                   |
| 1943             | Internacional (6)      | Guarany (Cachoeira do Sul) |
| 1944             | Internacional (7)      | Grêmio Bagé                |
| 1945             | Internacional (8)      | Pelotas                    |
| 1946             | Grêmio (6)             | Riograndense               |
| 1947             | Internacional (9)      | Floriano                   |
| 1948             | Internacional (10)     | Grêmio Santanense          |
| 1949             | Grêmio (7)             | Floriano                   |
| 1950             | Internacional (11)     | Floriano                   |
| 1951             | Internacional (12)     | Pelotas                    |
| 1952             | Internacional (13)     | Floriano                   |
| 1953             | Internacional (14)     | Brasil de Pelotas          |
| 1954             | Renner (1)             | Brasil de Pelotas          |
| 1955             | Internacional (15)     | Brasil de Pelotas          |
| 1956             | Grêmio (8)             | Pelotas                    |
| 1957             | Grêmio (9)             | Grêmio Bagé                |
| 1958             | Grêmio (10)            | Guarany de Bagé            |
| 1959             | Grêmio (11)            | Farroupilha                |
| 1960             | Grêmio (12)            | Pelotas                    |
| 1961             | Internacional (16)     | Grêmio                     |
| 1962             | Grêmio (13)            | Internacional              |
| 1963             | Grêmio (14)            | Internacional              |
| 1964             | Grêmio (15)            | Internacional              |
| 1965             | Grêmio (16)            | Juventude                  |
| 1966             | Grêmio (17)            | Internacional              |
| 1967             | Grêmio (18)            | Internacional              |
| 1968             | Grêmio (19)            | Internacional              |
| 1969             | Internacional (17)     | Grêmio                     |
| 1970             | Internacional (18)     | Grêmio                     |
| 1971             | Internacional (19)     | Grêmio                     |
| 1972             | Internacional (20)     | Grêmio                     |
| 1973             | Internacional (21)     | Grêmio                     |
| 1974             | Internacional (22)     | Grêmio                     |
| 1975             | Internacional (23)     | Grêmio                     |
| 1976             | Internacional (24)     | Grêmio                     |
| 1977             | Grêmio (20)            | Internacional              |
| 1978             | Internacional (25)     | Grêmio                     |
| 1979             | Grêmio (21)            | Esportivo                  |
| 1980             | Grêmio (22)            | Internacional              |
| 1981             | Internacional (26)     | Grêmio                     |
| 1982             | Internacional (27)     | Grêmio                     |
| 1983             | Internacional (28)     | Brasil de Pelotas          |
| 1984             | Internacional (29)     | Grêmio                     |
| 1985             | Grêmio (23)            | Internacional              |
| 1986             | Grêmio (24)            | Internacional              |
| 1987             | Grêmio (25)            | Internacional              |
| 1988             | Grêmio (26)            | Internacional              |
| 1989             | Grêmio (27)            | Internacional              |
| 1990             | Grêmio (28)            | Caxias                     |
| 1991             | Internacional (30)     | Grêmio                     |
| 1992             | Internacional (31)     | Grêmio                     |
| 1993             | Grêmio (29)            | Internacional              |
| 1994             | Internacional (32)     | Juventude                  |
| 1995             | Grêmio (30)            | Internacional              |
| 1996             | Grêmio (31)            | Juventude                  |
| 1997             | Internacional (33)     | Grêmio                     |
| 1998             | Juventude (1)          | Internacional              |
| 1999             | Grêmio (32)            | Internacional              |
| 2000             | Caxias (1)             | Grêmio                     |
| 2001             | Grêmio (33)            | Juventude                  |
| 2002             | Internacional (34)     | 15 de Novembro             |
| 2003             | Internacional (35)     | 15 de Novembro             |
| 2004             | Internacional (36)     | Ulbra                      |
| 2005             | Internacional (37)     | 15 de Novembro             |
| 2006             | Grêmio (34)            | Internacional              |
| 2007             | Grêmio (35)            | Juventude                  |
| 2008             | Internacional (38)     | Juventude                  |
| 2009             | Internacional (39)     | Grêmio                     |
| 2010             | Grêmio (36)            | Internacional              |
| 2011             | Internacional (40)     | Grêmio                     |
| 2012             | Internacional (41)     | Caxias                     |
| 2013             | Internacional (42)     | Lajeadense                 |
| 2014             | Internacional (43)     | Grêmio                     |
| 2015             | Internacional (44)     | Grêmio                     |
| 2016             | Internacional (45)     | Juventude                  |
| 2017             | Novo Hamburgo (1)      | Internacional              |
| 2018             | Grêmio (37)            | Brasil de Pelotas          |
| 2019             | Grêmio (38)            | Internacional              |
| 2020             | Grêmio (39)            | Caxias                     |
| 2021             | Grêmio (40)            | Internacional              |
| 2022             | Grêmio (41)            | Ypiranga                   |
| 2023             | Grêmio (42)            | Caxias                     |
| 2024             | Grêmio (43)            | Juventude                  |
| 2025             | Internacional (46)     | Grêmio                     |

## Títols per equip
- Sport Club Internacional (Porto Alegre) 46 títols
- Grêmio Foot-Ball Porto Alegrense (Porto Alegre) 43 títols
- Guarany Futebol Clube (Bagé) 2 títols
- Grêmio Esportivo Brasil (Pelotas) 1 títol
- Grêmio Esportivo Bagé (Bagé) 1 títol
- Sport Club Americano (Porto Alegre) 1 títol
- Esporte Clube Cruzeiro (Cachoeirinha) 1 títol
- Sport Club São Paulo (Rio Grande) 1 títol
- 9º Reg. Infantaria (Pelotas) 1 títol (actualment Grêmio Atlético Farroupilha)
- Esporte Clube Pelotas (Pelotas) 1 títol
- Sport Club Rio Grande (Rio Grande) 1 títol
- Grêmio Foot-ball Santanense (Santana do Livramento) 1 títol
- Football Club Riograndense (Rio Grande) 1 títol
- Sport Club Renner (Porto Alegre) 1 títol
- Esporte Clube Juventude (Caxias do Sul) 1 títol
- Sociedade Esportiva e Recreativa Caxias do Sul (Caxias do Sul) 1 títol